# Суперіонний провідник
Суперіонний провідник, суперіонник або твердий електроліт — твердотільний матеріал, електропровідність якого зумовлена рухом іонів. 
Суперіоніки є матеріалами з іонним типом хімічного зв'язку, в яких існує жорстка підґратка іонів одного сорту, які надають матеріалу твердотільних властивостей, та водночас малі рухливі іони іншого типу, які можуть пробиратися через проміжки в ґратці, виступаючи носіями заряду. У твердих електролітах, як і в звичайних електролітах, електрони сильно зв'язані зі своїми іонами й виконувати роль носіїв заряду не можуть — електронна провідність мала. Прикладом суперіоніка є йодид срібла AgI. 
Питома електропровідність суперіонних провідників перевищує значення × 10-4 Ом-1·см-1. Такий матеріал як RbAg4I5 має провідність 0,25 Ом−1·см−1.
Суперіоніки використовуються в батарейках, паливних елементах,  іоністорах, хімічних сенсорах. 